# Podocarpus macrocarpus
Podocarpus macrocarpus — вид хвойних рослин родини подокарпових.

## Поширення, екологія
Країни поширення: Філіппіни. Зустрічається як розсіяні дерева в тропічних гірських хмарних вічнозелених тропічних лісах на висотах 2000–2100 м над рівнем моря.

## Використання
На Філіппінах, деревина цього виду використовується в будівництві невеликих літаків; музичних інструментів для резонансних дек, для тенісних ракеток, і для олівців.

## Загрози та охорона
У трьох з чотирьох відомих місцях супутникові знімки Google Earth показують вторгнення людського житла і доріг, а також вирубки лісів. 